# Wojciech Oleksy
Wojciech Oleksy (ur. w 1903, zm. w 1985) – polski rzeźbiarz ludowy, świątkarz, snycerz działający we wsi Paszyn.
Wojciech Oleksy był głuchoniemy, nie skończył szkoły i nie potrafił czytać i pisać. Utrzymywał się m.in. ze stolarstwa. W latach 60. XX w. zaczął rzeźbić w drewnie. Na przełomie lat 60/70 XX w. staraniem kolekcjonera Bolesława Nawrockiego z części rzeźb Oleksego utworzono wystawę w Genewie. Swoimi dziełami wygrywał kilkunastokrotnie konkursy rzeźbiarskie, po raz pierwszy w 1972 r, gdy powstał też krótki reportaż o jego sztuce dla Telewizji Polskiej. Jego twórczość była wysoko oceniana przez Ignacego Tłoczka, jak i przez Muzeum Etnograficzne w Toruniu. W 1994 r. w Paszynie otworzono Muzeum Parafialne Sztuki Ludowej im. ks. Edwarda Nitki, poświęcone rzeźbie ludowej miejscowych twórców, w tym Wojciecha Oleksego.